# 2-ammino-2-metil-1-propanolo
Il 2-ammino-2-metil-1-propanolo è un alcol e un'ammina di formula H2NC(CH3)2CH2OH.
A temperatura ambiente si presenta come un solido deliquescente incolore dall'odore di ammina. È un composto irritante, pericoloso per l'ambiente.

## Sintesi
Il 2-ammino-2-metil-1-propanolo può essere preparato mediante idrogenazione dell'acido 2-amminoisobutirrico o dei suoi esteri.

## Proprietà
Il 2-ammino-2-metil-1-propanolo è solubile in acqua ed ha circa la sua stessa densità.